# 艾吉永圍城戰
艾吉永圍城戰（英語：Siege of Aiguillon）是百年戰爭期間的一場圍城戰，法軍由諾曼第公爵約翰率領，自1346年4月1日對加斯科涅地區重要城市艾吉永發動圍城。英格蘭守軍由斯塔福德伯爵拉爾夫指揮。由於英軍在7月從諾曼第登陸發動騎行劫掠行動，法王腓力六世敦促諾曼地公爵撤兵回防，8月20日法軍放棄圍城並撤離，但未能趕上6天後的克雷西會戰。

## 背景

1330年的法蘭西王國
1214年由法蘭西王室控制
至1330年止從英格蘭手中收回
1330年英格蘭與英屬加斯科涅

1066年諾曼征服以來，英格蘭君主便擁有法蘭西王國內的爵位和領土。1337年，法蘭西議會決定從英格蘭手中收回阿基坦公國（即加斯科涅地區），導致長達116年的百年戰爭爆發。
14世紀前半，英格蘭從加斯科涅進口大量紅酒，地區首府波爾多的人口與財富甚至超越倫敦。戰爭的爆發導致該地區的經濟與糧食陷入拮据，在缺乏英格蘭本國的支援下，加斯科涅人只能自食其力苦苦支撐。開戰後8年，英格蘭只剩下波爾多與巴約訥海岸線以及零星的內陸堡壘。
1345年，蘭開斯特公爵葛洛斯蒙的亨利率英格蘭─加斯科涅聯軍發動加斯科涅戰役，在貝傑拉克戰役與歐貝羅什戰役中大敗法軍，佔領大量城鎮與堡壘，給與英軍在加斯科涅地區的戰略深度。該年冬季，蘭開斯特公爵的副手斯塔福德伯爵拉爾夫率軍進攻重要戰略城市艾吉永，該城控制加龍河與洛特河匯流處。城內居民攻擊守軍並為英軍開啟城門。

## 前夕
法王腓力六世的嫡長子暨王位繼承人諾曼第公爵約翰被任命總領西南法戰區。他在奧爾良集結一支罕見的大軍進入西南部，並得到所有王室內的軍官支援。財務一直都是法軍的主要問題，即便已經向教宗借款330,000弗羅林（2025年約值52,000,000英鎊）仍然不足以負擔全部軍費。約翰命令命令所有地方官員「去從所有人身上盡可能搜刮財產來支援這場戰爭。」另一支軍隊在土魯斯集結，人員主要來自朗格多克地區的特遣隊，他們擁有攻城武器以及5門加農炮。約翰計畫從加龍河北岸圍攻防禦堅固的大城市拉雷奧勒，該城在去年被蘭開斯特公爵佔領，距波爾多僅有35英里（56）。艾吉永控制加龍河與洛特河匯流，是拉雷奧勒周邊軍隊的重要補給點。
艾吉永又被稱為「加斯科涅平原之鑰」，蘭開斯特公爵明白只要守住艾吉永，法軍便無法對該地區帶來長遠影響，因此他派駐300名披甲戰士與600名長弓手守備，並由斯塔福德伯爵指揮，城內也儲存了大量物資。然而物理上的防禦並不完善，主城牆雖然長達2,700英尺（820）且經過改良，但空隙仍只有湊合的防禦工程填補。一座橋梁橫跨洛特河並有甕城防守，但已經建有百年並缺乏維護。城內有兩座小堡壘瞭望加龍河，城牆北面有洛特河保護；西面則有加龍河，但東面與南面城牆都很容易接近。蘭開斯特公爵在圍城戰期間鎮守在加龍河下游30英里（48）遠的拉雷奧勒。

## 圍城戰

### 圍城準備

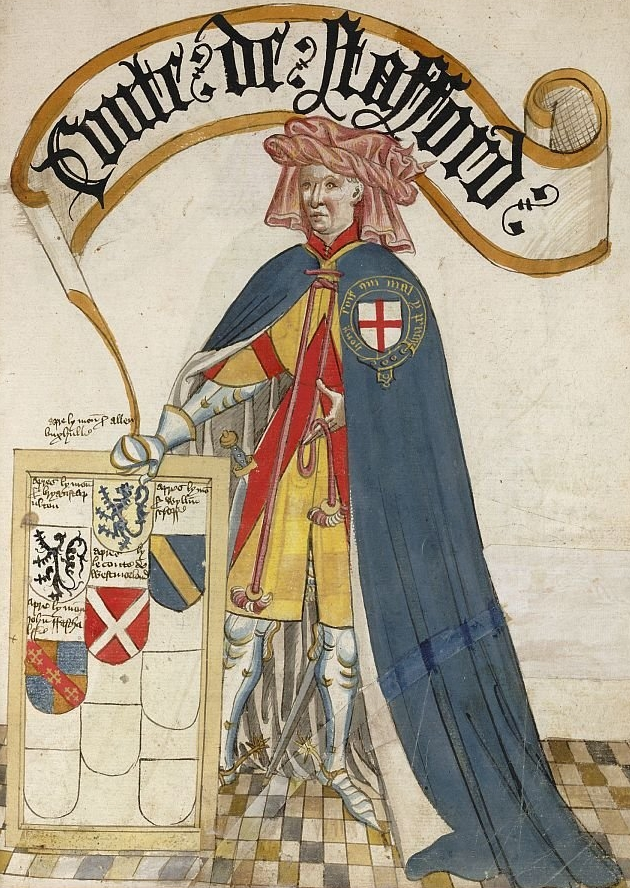
拉爾夫·德·斯塔福德，第一代斯塔福德伯爵

法軍罕見地在一般發動戰爭的時節更早的時候完成集結並進軍，在三月時兩支軍隊都在凱爾西省內。此時法軍的規模並沒有紀錄，但在之後的戰役期間推估有15,000到20,000人。現代史學家稱法軍規模十分龐大，並大幅超越英格蘭─加斯科涅聯軍能集結的軍隊。法軍從阿讓沿加龍河進軍，在4月1日抵達艾吉永。4月2日，公爵在法蘭西南部發佈動員令（Arrière-ban），徵召所有有戰力的男性。
將艾吉永孤立並不容易，兩條河的匯流使城鎮被分為三個區塊，每一處都需要進行封鎖。但將軍隊分成三支可能遭到各個擊破，法軍必須在其中一支軍隊遭到威脅時立刻集合另外兩支。艾吉永5英里（8）外有座橋跨越洛特河，輕易就被法軍拿下，但仍有必要在加龍河上建造另一座橋梁。公爵雇用300名木匠實施工程，派遣1400名弩手與大量披甲戰士護衛。艾吉永守軍不斷派人出城干擾工程，有時一日多達數次，他們兩次將工程中斷，但最終橋梁還是在5月底完工。法軍三支部隊分別挖掘十分厚實的土壘，以防止守軍突圍或蘭開斯特公爵的主力軍隊攻擊。

### 行動

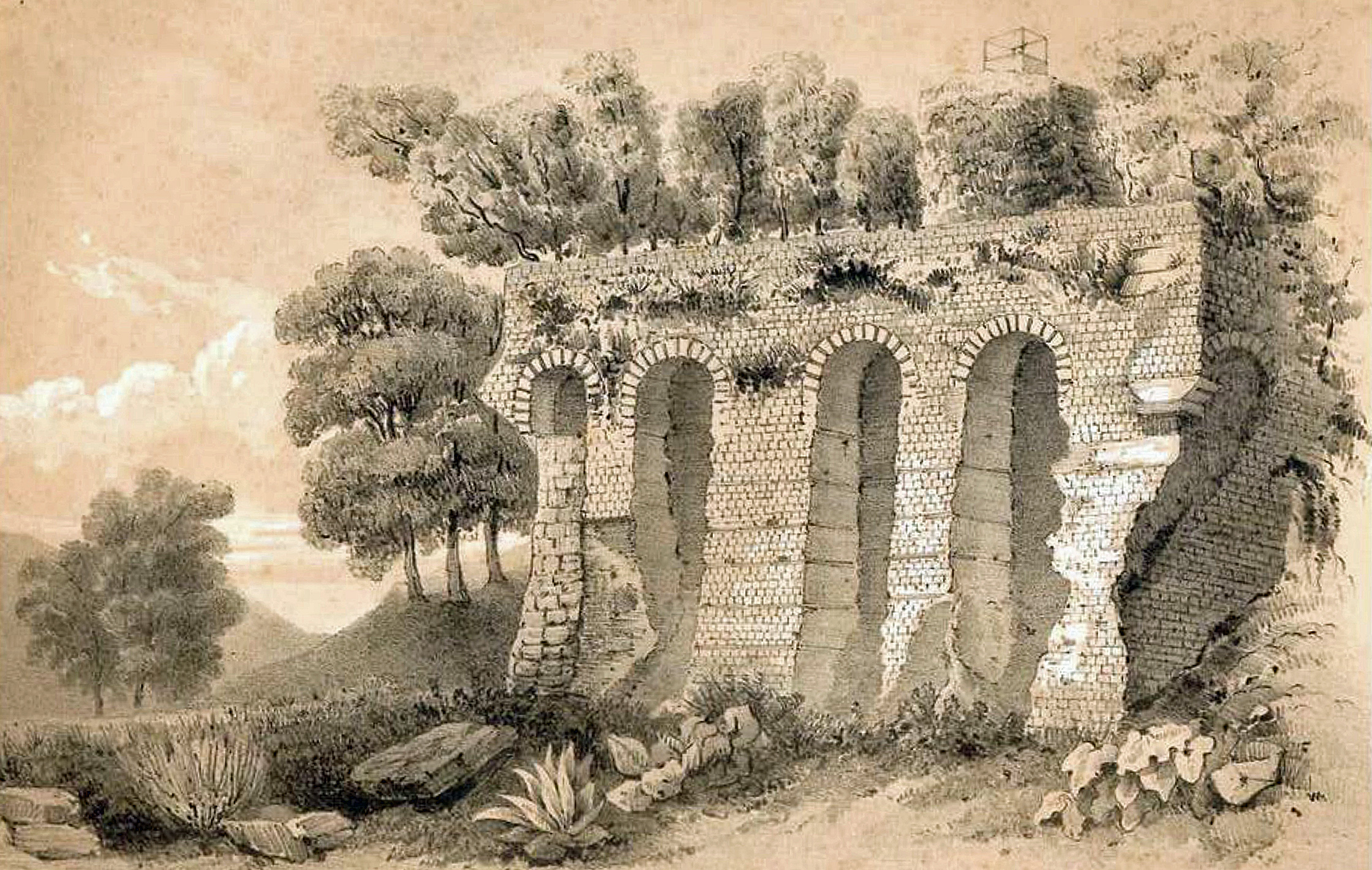
艾吉永城牆遺跡（1885年繪）

法軍如往常在數日內掃盪周邊地區清除補給物資，完全仰賴河運進行後勤補給。在拉雷奧勒的英軍騷擾法軍覓食者，截獲他們的補給並迫使法軍時刻處在警覺狀態，不久後法軍軍營內爆發痢疾。6月中旬，法軍嘗試將兩大批補給物資沿洛特河運到加龍河西側的分隊。船運需要從守軍防禦的橋梁下通過，守軍從橋外甕城突圍，突破法軍防線截獲運輸船，並將它們運回城內。守軍在撤回甕城的過程中爆發激烈戰鬥，數小時後甕城被法軍佔領。守軍將城門關上，把大部分守軍留在外側確保城市安全，生還者被擄為戰俘。
法軍未能有效孤立城市，圍城中英軍能利用少量的補給與援軍穿過封鎖線。7月一支較大的軍隊奮戰將大量物資送入城中。自圍城開始，法軍就集中在攻擊南側的城牆，至少有12架攻城武器（可能是重力拋石機）不分晝夜進行區域轟炸，但成效並不讓人滿意。法軍在7月嘗試從北邊跨越洛特河攻擊，將三座攻城塔安置在大船上。在渡河時，一座攻城塔遭英軍重力拋石機的石彈砸中，使船隻翻覆導致大量傷亡，該次攻擊因此被放棄。
圍攻艾吉永逐漸成了公爵約翰的私人目標，他的騎士榮譽不允許在艾吉永淪陷前撤軍。有一次他鄭重地宣言不會在佔領城市前放棄圍城。7月時法軍甚至從超過200英里（320）外的地區運輸補給，這以14世紀的運輸技術而言十分難以維持。早先1346年初，英軍佔領加龍河上的巴雅蒙城堡，距阿熱奈首府阿讓僅有7英里（11）遠。英軍利用此城襲擊法軍的連絡道路。7月底，法軍派2000攻擊巴雅蒙，守城指揮官蓋亞爾·德·迪爾福爾率少數人攻擊法軍，將他們擊退並捕獲法軍指揮官阿熱奈總管羅伯（Robert de Houdetot）。法軍開始陷入飢餓，馬匹因缺乏糧草而死，痢疾疫情更加嚴重，叛逃的士兵也越來越多。

### 法軍撤離

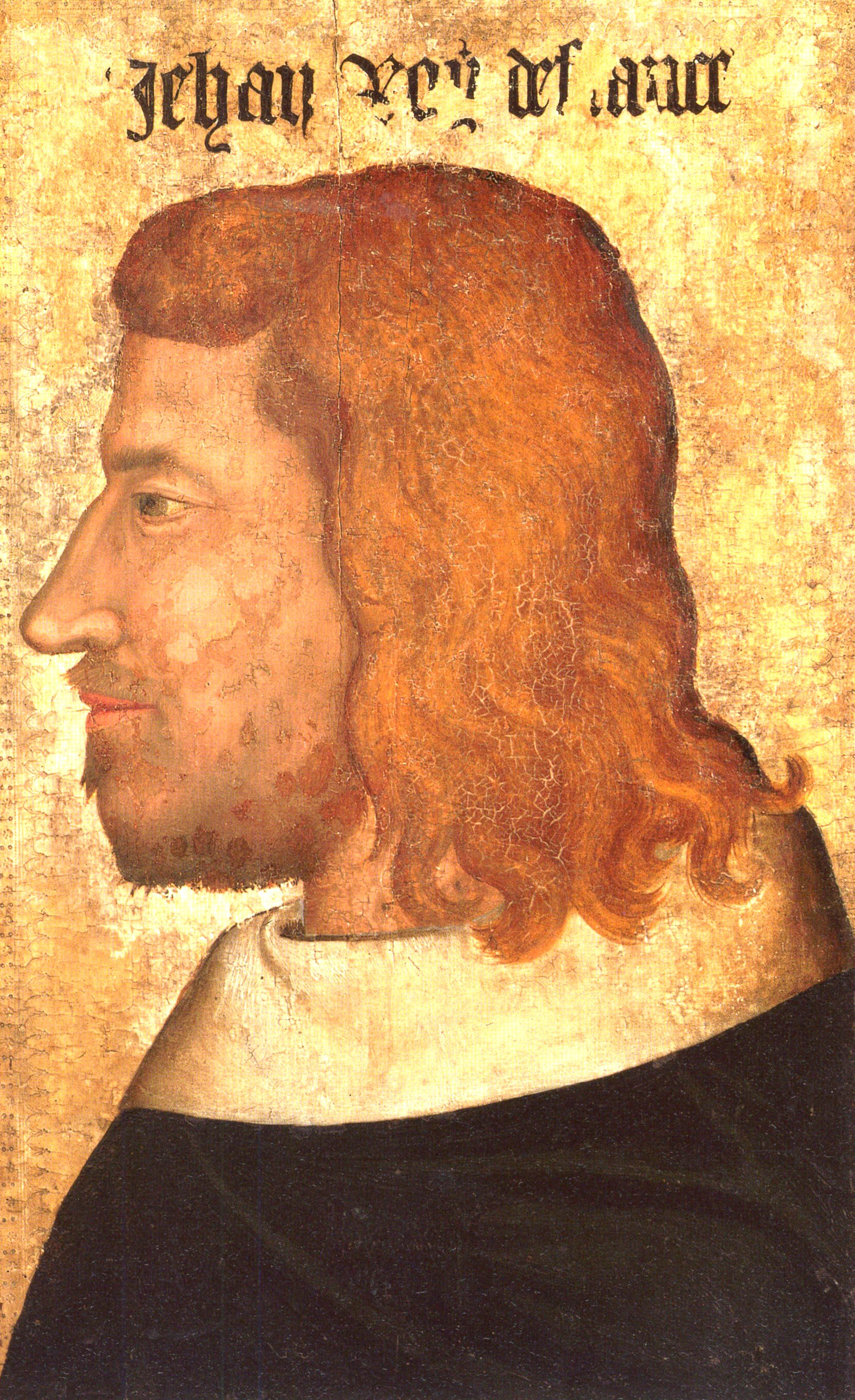
諾曼第公爵約翰的畫像（即未來的法王約翰二世）

1435年英王愛德華三世對法蘭西發動遠征，除了蘭開斯特公爵率領的加斯科涅戰役之外，愛德華還計畫將主力部隊送至布列塔尼或法蘭德斯，但因遭遇風暴而沒有登陸成功。法軍截獲情資知道愛德華的計畫，因此將軍隊集中在法蘭西西北部，直到1346年愛德華再度集結大軍，這次法軍判斷認為英軍將會航向加斯科涅來解放遭大軍圍困的艾吉永，因此也派遣援軍到西南部，西北部沿海的防禦完全依賴腓力六世的海軍。
然而受到當時航海技術的限制，法蘭西海軍無法及時集結。7月12日，英軍約7,000到10,000人在諾曼地西北部登陸。這支軍隊沿著法蘭西最富裕的地區一路劫掠摧毀城鎮，海軍艦隊也沿著海岸線劫掠法蘭西港口。腓力六世緊急召回約翰率領的法軍主力，但約翰與顧問和父親的信使激烈爭辯後拒絕在滿足自身榮譽前撤退。7月29日，腓力六世在盧昂對法蘭西北部發布動員令。8月7日，英軍抵達塞納河，腓力六世再度命令約翰放棄圍城並率軍北上，8月12日英軍已經來到巴黎郊外20英里（32）處。
8月14日，約翰嘗試安排區域性的停戰協議，然而蘭開斯特公爵清楚北方情勢以及圍城法軍的窘境因此拒絕。8月20日，法軍放棄超過5個月的圍城，匆忙且混亂地離開。法軍營地被留給了當地的徵募兵防守，但他們立刻就成了逃兵。所有法軍的裝備、補給物資、攻城武器與許多馬匹都被英軍奪走。法軍撤退之初紀律十分糟糕，根據記載，在通過加龍河橋樑時士兵因推擠墜入河中溺斃。斯塔福德伯爵的守軍與本地英格蘭─加斯科涅軍尾隨追擊。一部份約翰的行囊也被英軍取得。法軍在洛特河上游的城堡與小型堡壘被攻陷，同時法軍也失去了洛特河與多爾多涅河之間的地區。

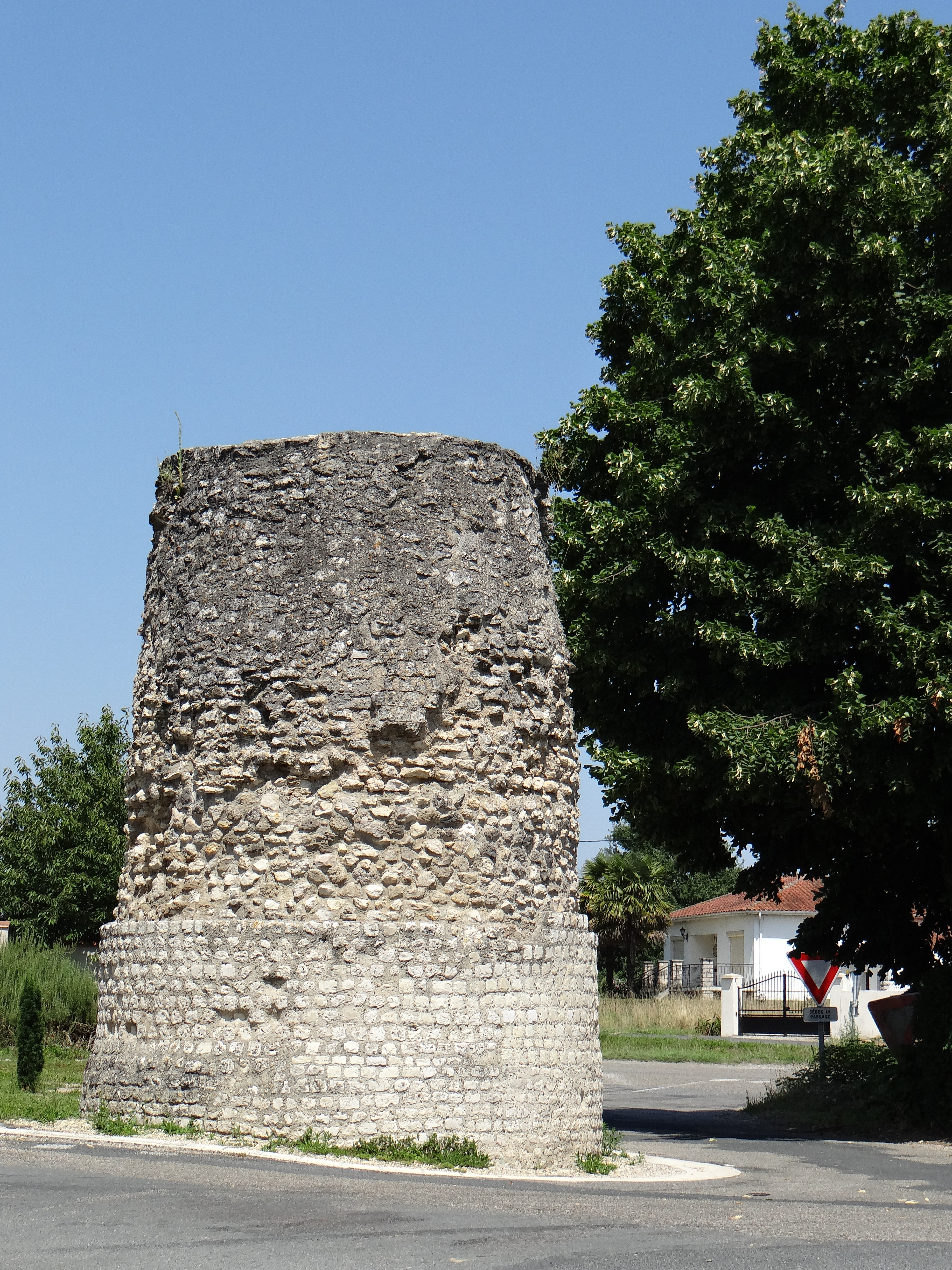
艾吉永城塔遺址，稱為La Tourasse

## 後續
約翰在9月7日前後和腓力六世的殘兵會合，他們在兩周前於克雷西會戰中慘敗。克雷西會戰後法軍抽離西南部的駐軍，在東北部重新組織軍隊以應對英軍主力，使得法蘭西西南部的防衛陷入空虛。
蘭開斯特公爵在9月到11月間藉機發動三次攻擊行動。本地加斯科涅軍攻下數座巴札斯地區（Bazadais）的法軍堡壘，包含巴札斯鎮。加斯科涅軍更進一步洗劫東部，深入凱爾西地區50英里（80），在三個月間造成法蘭西中央與南部王政管理的混亂。同一時間，蘭開斯特公爵率1000名披甲戰士與數量不明（可能約1000人）的弓箭手向北方160英里（260）發動騎行劫掠作戰，在過程中佔領了重要且富裕的省會普瓦捷，以及聖東日和欧尼斯地區眾多市鎮與城堡。蘭開斯特公爵利用這些攻擊行動將戰爭地帶從加斯科涅中心推向50英里（80）外的地區，甚至該加斯科涅邊界之外。

### 腳註
1. ↑  1345年加斯科涅戰役期間他被稱為德比伯爵，但他的父親在該年9月逝世後他便繼承蘭開斯特伯爵，之後被封為第一代蘭開斯特公爵。 Sumption 1990，第476頁
2. ↑  见英国零售价指数，数据来自Clark, Gregory. . MeasuringWorth. 2017  [2022-06-11].